# Ansichtkaart

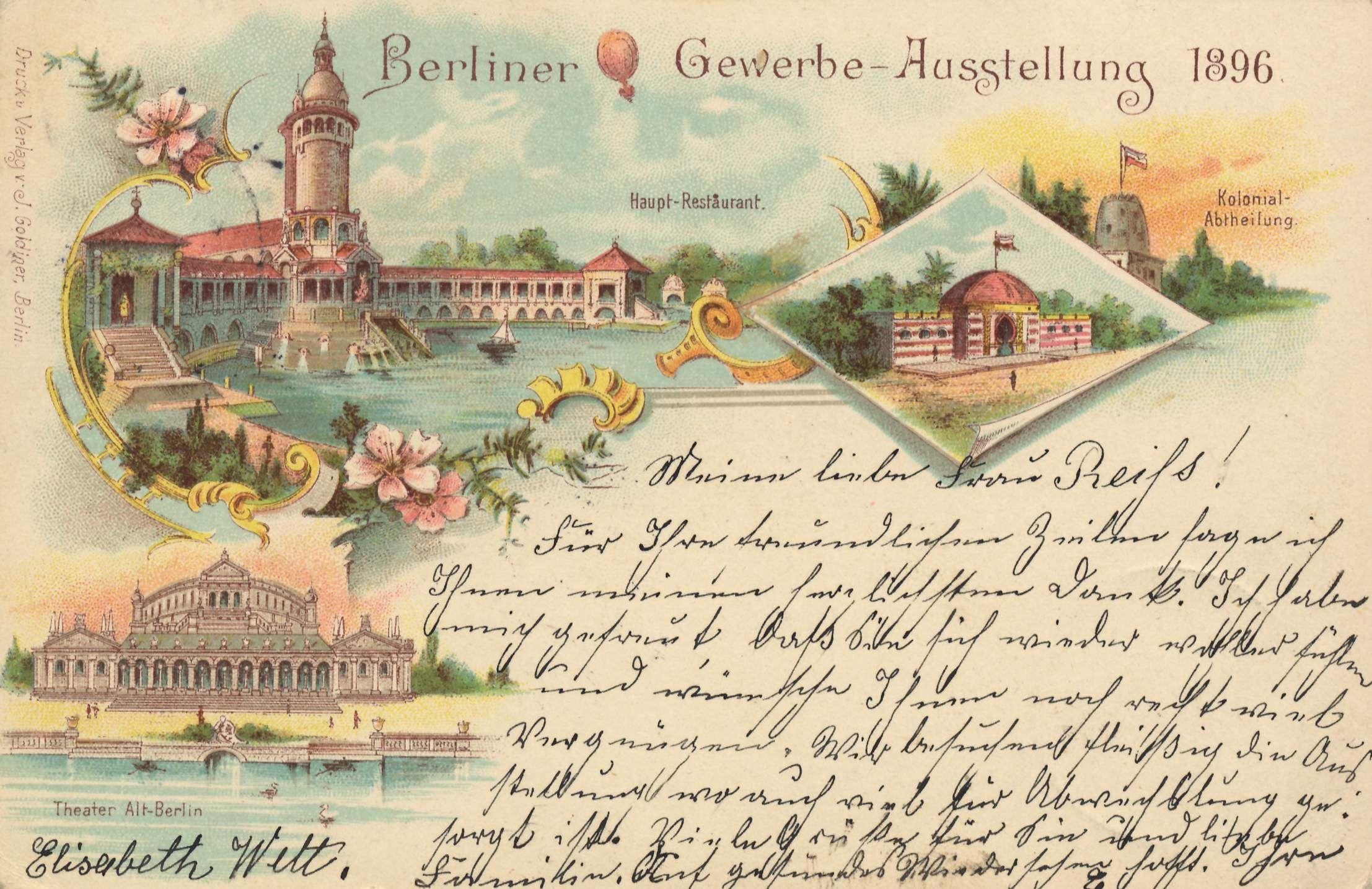
Ansichtkaart van Berlijnse tentoonstelling uit 1896

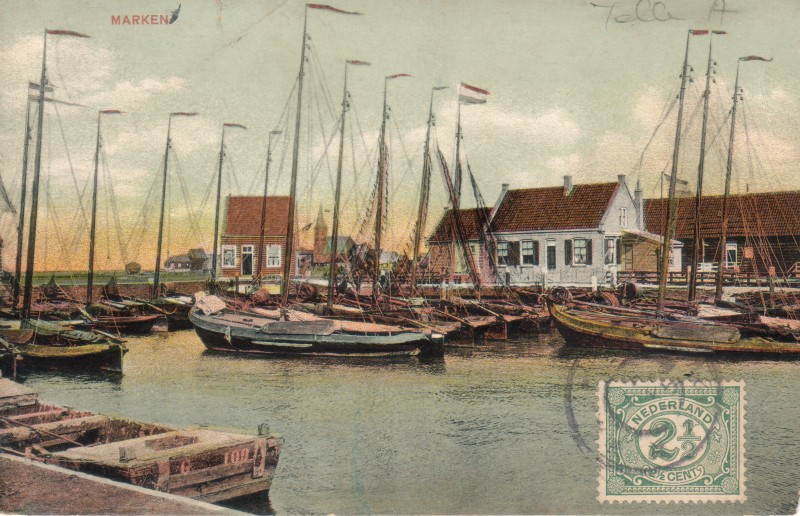
De haven van Marken rond 1910

Een ansichtkaart (ook ansicht of prentbriefkaart) is een kaart met op de ene zijde een afbeelding. In de eerste tijd, eind 19e eeuw, noemde men het ook wel aanzichtkaart. Het woord is ook een verkorting van het Duitse Ansichts(post)karte.
Veel ansichtkaarten worden verstuurd tijdens de vakantie. Men wil de thuisblijvers laten zien hoe mooi de plek is waar men naartoe is gegaan. De kaarten worden ook als groet of wens (bijvoorbeeld als kerstgroet of nieuwjaarswens) gestuurd.

## Geschiedenis
De ontwikkeling van de ansichtkaart begint in de loop van de jaren tachtig van de 19e eeuw, toen de postwet in zowel Oostenrijk als Duitsland zo werd aangepast dat het monopolie op het uitgeven van postkaarten kwam te vervallen. In de loop van de jaren negentig van de 19e eeuw begon de prentbriefkaart vooral in Duitsland aan een grote opmars, omdat ze veel werden verzameld. Bij de oorspronkelijke ansichtkaarten was de hele achterkant gereserveerd voor de adressering. Men noemt deze kaarten voorlopers. Tot 1905 mocht in Nederland de achterkant van een prentbriefkaart alleen gebruikt worden om naam, adres en woonplaats op te schrijven. Het verzonden bericht bestond dus uit weinig meer dan de afbeelding, want het was niet toegestaan om iets op de voorkant te schrijven. Dit had te maken met de lage frankeerwaarde. Het verzenden van kaarten met een bericht was veel duurder.
Kort hierna begonnen andere landen met het introduceren van een gedeelde achterkant. Bij deze kaarten is de achterzijde in tweeën gedeeld: de rechterhelft is bestemd voor het adres, dat op voorgedrukte lijntjes kan worden geschreven, en links is ruimte voor een bericht. Zo kon de zegetocht van de ansichtkaart als communicatiemiddel beginnen. De voorzijde werd nu exclusief bestemd voor het beeld.
Sinds de opkomst van digitale fotografie en internet zijn toeristische ansichtkaarten op hun retour. Men kan al tijdens de vakantie via de telefoon vakantiefoto's en beschrijvingen van de vakantie naar familie en vrienden sturen of deze op een vakantieblog plaatsen. De behoefte om een ansichtkaart te versturen is hierdoor verminderd.

## Ansichtkaart als souvenir

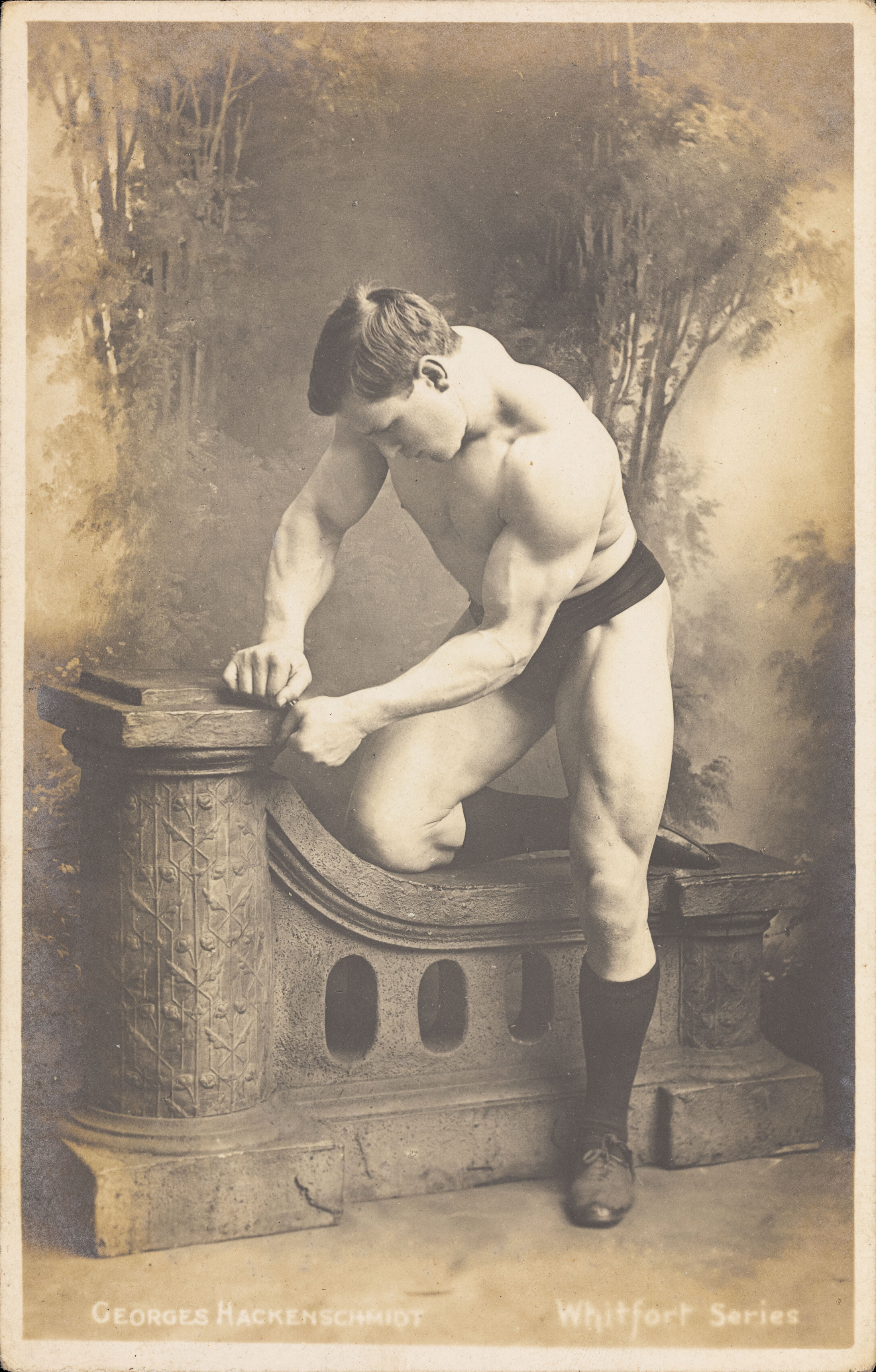
Ansichtkaart uit ca. 1900 van de Duitse worstelaar Georg Hackenschmidt

Ansichtkaarten kunnen gelden als een souvenir uit ‘die andere wereld’, een soort samenvatting van de vakantie-ervaring, gekocht in de context van de bezochte bezienswaardigheid; een afbeelding van datgene dat bewonderd werd. De kracht en de invloed van de ansichtkaart liggen in de gemakkelijke verkrijgbaarheid, de betrekkelijk geringe kosten, de grote verscheidenheid aan beeldinhouden en composities, en in de mogelijkheid korte mededelingen te doen. Ansichtkaarten zijn soms een hulpmiddel voor het bepalen van wat gezien moet worden: Postkarten sind moderne Märchen. Sie erzählen Bildgeschichten darüber, wie es einmal war und ist, darin sind sie zeitlos. (Winiwarter 2000). Békési en Winiwarter (1997) concluderen dat ansichtkaarten als het ware een projectie zijn van de cultuurbepaalde blik op het landschap. Deze blik knipt in zekere zin motieven uit het landschap en maakt ze tot bezienswaardigheden. Op de ansichtkaarten wordt dit uitgeknipte motief niet zelden van een kader of van symbolen voorzien. Kenmerkend is verder dat weer en jaargetijde aan een niet-plaatsgebonden norm worden onderworpen.

## Ansichtkaart en toerisme

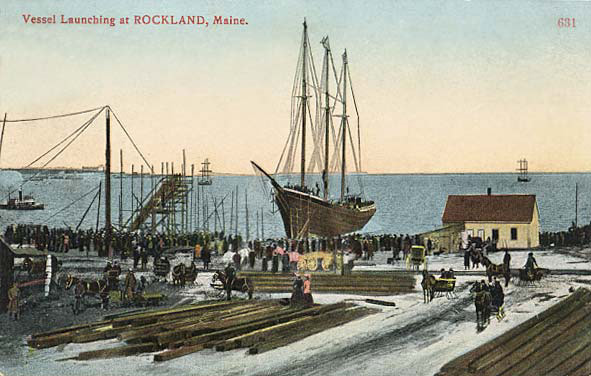
Amerikaanse kaart uit 1900

Uit het weinige empirische onderzoek naar de betekenis van ansichtkaarten voor toerisme en recreatie komt naar voren dat de moderne ansichtkaart als het ware een bemiddelaar is tussen het toeristische verwachtingspatroon en de realiteit van de vakantieplek. (Winiwarter, 2000). Als bemiddelaar vervult de ansichtkaart geen neutrale rol, integendeel. Als er iets is wat veel ansichtkaarten gemeen hebben, is het datgene wat er niet opstaat. Wat er op te zien is, zijn ‘gezuiverde’ landschappen, ontdaan van storende infrastructuur, parkeerplaatsen, energiecentrales, vervuilde kanalen en luchtverontreiniging, en van moderne gebouwen in pittoreske afbeeldingen van stads- of dorpsgezichten. Op ansichtkaarten regent het nooit en zelfs de lucht is ontdaan van elke nuance en laat in de meeste gevallen het bekende ansichtkaartenblauw zien. Hoewel niet altijd, laten ansichtkaarten ook vaak landschappen zien waarin de mens afwezig is. We willen het landschap niet zien als een plaats waar geproduceerd wordt, daar we onze oorspronkelijke productieve relatie met het buitengebied hebben verloren. Zo kon het esthetisch oordeel aan betekenis winnen. De toeristische industrie is niet gebaat bij een slecht imago van een gebied, en dus wordt niet zelden de werkelijkheid mooier voorgesteld dan ze is. Békési en Winiwarter (1997) stellen in hun analyse van 582 ansichtkaarten van Kitzbühel en Eisenerz in Oostenrijk vast, dat bij 7,3% het motief, bij 13,2% de achtergrond en bij 7,2% de voorgrond was aangepast. Bij oude én moderne ansichtkaarten is fotomontage een niet ongebruikelijke manipulatietechniek.

## Ansichtkaart als historische documentatie
Oude ansichtkaarten worden veelvuldig verzameld en gebruikt om geschiedenisartikelen te illustreren (vanaf ongeveer 1880). Ook in Wikipedia-artikelen worden ze vaak gebruikt. Er bestaan veel aanzichtkaartboekjes waar allerlei ansichtkaarten over een plaats worden gebundeld met commentaar.

## Ansichtkaart als kunstuiting

### Geschiedenis
Al heel vroeg werd de ansichtkaart ook een distributiemiddel voor uitingen van kunst. Wanneer een antieke ansichtkaart een artistieke, getekende of geschilderde impressie van bijvoorbeeld een landschap weergeeft spreekt men in Duitsland van een Künstlerpostkarte (kunstenaarspostkaart).
De Franse beeldhouwer Charles Despiau (1874-1946) hield zich aanvankelijk in leven door samen met zijn echtgenote Marie Rudel ansichtkaarten in te kleuren.
Bekend is, dat de bekende Deense kunstenares Gerda Wegener (1885-1940), nadat zij aan het eind van haar leven tot armoede was vervallen, haar kunst op ansichtkaarten verwerkte en die verkocht om in leven te blijven.
De Duitse kunstenaar Joseph Beuys maakte honderden ontwerpen voor postkaartenedities en beschouwde de postkaart als een zelfstandige kunstuiting. Zijn postkaarten waren op te vatten als multiples in ongelimiteerde oplage, waarmee hij een groot publiek in de gelegenheid stelde een betaalbaar kunstwerk van zijn hand te verwerven. In zijn streven de grenzen te verleggen ontwierp hij ook postkaarten die gemaakt zijn van onorthodoxe materialen zoals hout, vilt, zwavel en pvc.

### Hedendaags
Door beeldend kunstenaars handgemaakte, vaak met fantasievolle stempels en zelfontworpen zegels versierde ansichtkaarten kunnen gerekend worden tot de mail art, die zich sinds de jaren 60 ontwikkelde uit de Fluxus-beweging.
Vandaag de dag is de ansichtkaart een algemeen ingeburgerd distributiemiddel voor afbeeldingen van kunstwerken: in elk museum en in elke boekwinkel zijn kunstansichten te koop. In feite valt dit verschijnsel onder de categorie 'ansichtkaart als souvenir'.

## Specificaties
De gemiddelde afmetingen van een ansichtkaart zijn tegenwoordig: 14,8 × 10,5 cm (ook wel A6). Deze maat is in feite de internationale standaardmaat van ansichtkaarten. In de begintijd waren ansichtkaarten kleiner van formaat.